# Haliotis glabra
Haliotis glabra (em inglês glistening abalone smooth abalone) é uma espécie de molusco gastrópode marinho pertencente à família Haliotidae. Foi classificada por Gmelin, em 1791. É nativa do oeste do oceano Pacífico e norte da Austrália, em águas rasas.

## Descrição da concha
Esta espécie apresenta concha oval e moderadamente funda, com lábio externo encurvado e com leves. porém visíveis, sulcos espirais em sua superfície, atravessados por finas estrias de crescimento. Chegam de 5 até 7 centímetros e são de coloração creme com manchas marmoreadas em coloração avermelhada a esverdeada. Os furos abertos na concha, geralmente de 4 a 5, são grandes, circulares e pouco elevados. Região interna madreperolada, iridescente, apresentando o relevo da face externa visível.

## Distribuição geográfica
Haliotis glabra ocorre em águas rasas da zona entremarés, entre as rochas, na região oeste do oceano Pacífico, do Japão ao sudeste da Indonésia e costa norte da Austrália, passando pelas Filipinas.